# 閑々子
閑々子（かんかんし、宝暦2年（1752年） - 文政10年6月15日（1827年7月8日））は、阿波国の僧侶。書家。
三好郡（現・徳島県三好市池田町）で生まれる。来代禎左衛門の次男。幼名は八重八、諱を天如、字を峻山・良夢、号は閑々子・換水和尚・松林老人など。阿波閑々子（あわのかんかんし）とも呼ばれる。

## 生涯
幼い時より神童と呼ばれ仏門に入り、徳島富田の観音寺の僧快観に師事する。のち京都に出て学んだが、師快観が老衰したので呼び帰される。その後、備中井山の宝福寺の大雲禅師を訪ねて学んだ。さらに南都奈良に出て諸寺を歴訪して修行し、河州葛城山の慈雲律師に師事して真言密教の奥義を伝授され、1811年阿波に帰って勢見の金毘羅にて灌頂壇を開いた。ついで海部郡玉厨子山（美波町の薬王寺の奥院）に隠れて方丈の小壇に籠って数年修行したあと、小松島中田の小庵に閑居して閑々子と称し修行を怠らなかった。
博学で詩・書に優れ、画では海老、蟹、亀、蛙などを特に好んで独自の世界観をもって描いており、超俗の風格を漂わせている。また、書に関しては、河洲葛城山の慈雲律師の下で修行した際に、「慈雲ばり」と呼ばれるほどの多大な影響を受けた。
小松島では豪農多田家の庇護をうけ、庶民の間にもその徳行を慕う者が多かった為、残存する遺作は多い。
奇人として有名で、門前に「祈念応ぜず、加持験無し」と書いてあった。また、「換水和尚」と呼ばれる由縁は、彼が常に手水鉢の水を換えることを好んだことによる。「私の書画を求める者は一瓶の水を汲むべし」と書かれた紙を門前に貼り付け、客が来るたびに揮号の謝礼として水を換えることを手伝わせたという。
文政10年（1827年）、小松島から国府町に赴く途中で中風を発病し、徳島二軒屋の観音寺において78歳で没する。小松島市中田町の成願寺に葬られた。